# Harald Andersson (företagsledare)
Caspar Harald Andersson, född 21 december 1863 i Nora bergsförsamling, död 21 januari 1947 i Saltsjöbaden , var en svensk företagsledare inom försäkringsbranschen.
Harald Andersson var son till bruksägaren Lars Andersson. Han avlade 1882 studentexamen i Örebro och utexaminerades från Schartaus handelsinstitut 1883. Samma år anställdes Andersson vid Stockholm sjöförsäkringsaktiebolag, blev 1893 kamrer där och var 1904-1934 bolagets chef. Hans bolag fick en betydande roll under första världskriget, då behovet av sjöförsäkringar snabbt ökade. 1916 försäkrade bolaget värden av närmare 500 miljoner, vilka till stor del täcktes av reassurans i andra bolag. Harald Andersson kom att anlitas för flera statliga kommittéer angående sjöförsäkringen, och utsågs till ledamot av statens krigsförsäkringskommission 1917 och av sjölagskommittén 1918. Han var 1912-1927 vice ordförande i Svenska föreningen för internationell sjörätt och 1918 blev han ordförande i Svenska sjöassuradörernas tariffkommitté. Andersson skrev även flera böcker inom sjöförsäkringens område, bland annat Villkor och bruk vid sjöförsäkring.